# Karya Jaya (Sinar Peninjauan)
Karya Jaya is een bestuurslaag in het regentschap Ogan Komering Ulu van de provincie Zuid-Sumatra, Indonesië. Karya Jaya telt 3123 inwoners (volkstelling 2010).